# 加布里瓦·法罗皮奥
加布里瓦·法罗皮奥（英語：Gabriele Falloppio，1523年—1562年10月9日），文艺复兴时期欧洲医生之一，继法布里奇之后担任帕多瓦大学解剖学教授，指导其所在系的解剖学研究，该系正是以解剖学闻名。他关于女性生殖和性器官的重要解剖学报告收入其《解剖观察》一书。法罗皮奥氏管即源自其名。另外，何首乌属（Fallopia）也是由他的名字得名，他是帕多瓦植物园的监管人。